# Longford GAA
Il Longford County Board, più conosciuto come Longford GAA, è uno dei 32 county board irlandesi responsabile della promozione degli sport gaelici nella contea di Longford e dell'organizzazione dei match della propria rappresentativa con altre contee. Longford GAA è anche utilizzato per indicare le squadre inter-counties che rappresentano la contea.

## Colori
Fino al 1918 le divise erano bianche con cerchio verde. Il formato rimase uguale, cambiarono i colori col blu che soppiantò il bianco e l'oro che soppiantò il verde. In seguito sarebbe stato abbandonato il girovita dorato. L'oro è rimasto sui bordi delle maniche

## Calcio gaelico
Il calcio gaelico è lo sport più importante e seguito della contea, che tuttavia ha raccolto pochi successi soprattutto per le esigue dimensioni e la poca popolazione locale.  
Il periodo migliore della franchigia è stato a metà degli anni sessanta, dove una buona compagine si accaparrò prima una National Football League battendo nettamente Galway e imponendosi contro New York in un doppio confronto; due anni dopo, nel 1968, arrivò il primo ed oggi unico titolo provinciale con la vittoria del Leinster Senior Football Championship.
La squadra non è mai arrivata ad una finale di All-Ireland ed ha disputato soltanto nel '68 una semifinale.
Nel 2016, nonostante l'eliminazione dal torneo provinciale, ha fatto parlare di sé nel percorso delle qualifiche, eliminando varie squadre nel suo percorso, in particolare i campioni uscenti dell'Ulster di Monaghan. La franchigia ha capitolato soltanto nel penultimo turno contro una strafavorita Cork, giocando alla pari un combattuto match.

### Titoli
- All-Ireland Vocational Schools Championship: 1
  - 2003
- All-Ireland Junior Football Championship: 1
  - 1937
- National Football League: 1
  - 1966
- Leinster Senior Football Championship: 1
  - 1968
- Leinster Minor Football Championship: 4
  - 1929, 1938, 2002, 2010

## Hurling
In questo sport la contea non vanta grande prestigio, non essendo l'hurling molto radicato tra la popolazione: esistono solo tre club nella contea, gli Slashers, gli Wolfe Tones ed il Clonguish. Mai presente nel panorama principale della disciplina, tra le contee di terza fascia Longford si è aggiudicata una National League Division 3 nel 2002, mentre nel 2005 e nel 2006 ha vinto il Leinster Shield. La Lory Meagher Cup è stata vinta da Longford per la prima volta a Croke Park il 3 luglio 2010 grazie ad una vittoria per 1 – 20 a 1 – 12 contro Donegal.

### Titoli
- National League Division 3: 1
  - 2002
- Leinster Hurling Shield: 2
  - 2005, 2006
- Lory Meagher Cup: 1
  - 2010